# Julian Colbeck
Julian Colbeck (Aldershot, 1952) è un tastierista e compositore britannico, conosciuto per aver fatto parte degli ABWH.

## Biografia
Inizia la sua carriera negli anni 1970 con la band Greep. 
Nel 1988 si unisce agli ABWH, band originata dagli Yes, dopodiché, negli anni novanta, fa parte della band di Steve Hackett.
Nel 2022 partecipa alla realizzazione del brano Give 'Em My Love inserito nell'album From the New World di Alan Parsons.

## Discografia

### Con Steve Hackett
- Steve Hackett:The Tokyo Tapes